# General Atomics ALTUS
General Atomics ALTUS — экспериментальный БПЛА.
Он разработан компанией General Atomics Aeronautical Systems из Калифорнии (США) как гражданский вариант военного беспилотного разведывательного самолета RQ-1A Predator. В 1996 произвёл успешный испытательный полёт. Предназначен для проведения научных исследований.

## ЛТХ
- Размах крыла, м 16.5
- Длина, м 7.2 м
- Масса полезной нагрузки: 150 кг, в носовом отсеке
- Крейсерская скорость: 130 км/ч
- Дальность: 735 км
- Практический потолок: 19800 м
- Автономность: прибл. 24 часа, в зависимости от высоты